# INAH 3
 (janvier 2021).
La mise en forme du texte ne suit pas les recommandations de Wikipédia : il faut le « wikifier ».
Les points d'amélioration suivants sont les cas les plus fréquents. Le détail des points à revoir est peut-être précisé sur la page de discussion.
- Les titres sont pré-formatés par le logiciel. Ils ne sont ni en capitales, ni en gras.
- Le texte ne doit pas être écrit en capitales (les noms de famille non plus), ni en gras, ni en italique, ni en « petit »…
- Le gras n'est utilisé que pour surligner le titre de l'article dans l'introduction, une seule fois.
- L'italique est rarement utilisé : mots en langue étrangère, titres d'œuvres, noms de bateaux, etc.
- Les citations ne sont pas en italique mais en corps de texte normal. Elles sont entourées par des guillemets français : « et ».
- Les listes à puces sont à éviter, des paragraphes rédigés étant largement préférés. Les tableaux sont à réserver à la présentation de données structurées (résultats, etc.).
- Les appels de note de bas de page (petits chiffres en exposant, introduits par l'outil «  Source ») sont à placer entre la fin de phrase et le point final[comme ça].
- Les liens internes (vers d'autres articles de Wikipédia) sont à choisir avec parcimonie. Créez des liens vers des articles approfondissant le sujet. Les termes génériques sans rapport avec le sujet sont à éviter, ainsi que les répétitions de liens vers un même terme.
- Les liens externes sont à placer uniquement dans une section « Liens externes », à la fin de l'article. Ces liens sont à choisir avec parcimonie suivant les règles définies. Si un lien sert de source à l'article, son insertion dans le texte est à faire par les notes de bas de page.
- La présentation des références doit suivre les conventions bibliographiques. Il est recommandé d'utiliser les modèles {{Ouvrage}}, {{Chapitre}}, {{Article}}, {{Lien web}} et/ou {{Bibliographie}}. Le mode d'édition visuel peut mettre en forme automatiquement les références.
- Insérer une infobox (cadre d'informations à droite) n'est pas obligatoire pour parachever la mise en page.

Pour une aide détaillée, merci de consulter Aide:Wikification.
Si vous pensez que ces points ont été résolus, vous pouvez retirer ce bandeau et améliorer la mise en forme d'un autre article.
INAH-3 est le nom abrégé du troisième noyau interstitiel de l'hypothalamus antérieur et sexuellement dimorphe des êtres humains. L'INAH-3 est significativement plus gros chez les hommes que chez les femmes quel que soit l'âge. Sa taille est également influencée par l'orientation sexuelle. En effet, il est plus gros chez les hommes hétérosexuels que chez les hommes homosexuels et les femmes hétérosexuelles,,,. Des homologues de l'INAH-3 ont été observés jouant un rôle direct dans le comportement sexuel chez les singes rhésus, les moutons et les rats. 

## Liens avec l'orientation sexuelle chez l'Homme
Le sigle INAH fait référence à 4 groupes cellulaires précédemment non décrits de la zone hypothalamique préoptique-antérieure (PO-AHA) du cerveau humain qui est une structure qui influence la sécrétion de gonadotrophines, le comportement maternel et le comportement sexuel chez plusieurs espèces de mammifères. Il y a quatre noyaux dans le PO-AHA (INAH1-4). L'un de ces noyaux, INAH-3, s'est avéré en moyenne 2,8 fois plus gros dans le cerveau masculin que dans le cerveau féminin, et ce quel que soit l'âge.  
Une étude rédigée par Simon LeVay et publiée dans la revue Science suggère que la région est un substrat biologique important en ce qui concerne l'orientation sexuelle. Cet article rapporte que l'INAH-3 est en moyenne plus petit chez les hommes homosexuels que chez les hommes hétérosexuels , et a en fait à peu près la même taille chez les hommes homosexuels que chez les femmes hétérosexuelles. Des recherches plus poussées ont montré que l'INAH-3 est plus petit en volume chez les hommes homosexuels que chez les hommes hétérosexuels parce que les hommes homosexuels ont une densité d'empaquetage neuronal plus élevée (le nombre de neurones par millimètre cube) dans l'INAH-3 que les hommes hétérosexuels; il n'y a pas de différence dans le nombre ou la section transversale des neurones dans l'INAH-3 des hommes homosexuels par rapport aux hétérosexuels,. Il a également été constaté qu'il n'y a aucun effet de l'infection par le VIH sur la taille de l'INAH-3, c'est-à-dire que l'infection par le VIH ne peut pas expliquer la différence observée dans le volume d'INAH-3 entre les hommes homosexuels et hétérosexuels, .